# Ernesto Daquanno

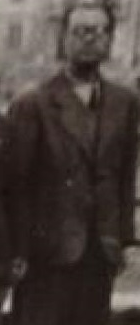
Ernesto Daquanno poco prima della sua fucilazione a Dongo

Ernesto Daquanno (Roma, 7 gennaio 1897 – Dongo, 28 aprile 1945) è stato un giornalista italiano.

## Biografia
Nazionalista, futurista e amico di Filippo Tommaso Marinetti, il 23 marzo 1919 partecipò alla fondazione dei Fasci in una sala in piazza San Sepolcro a Milano, ottenendo durante il regime fascista il brevetto di "sansepolcrista".
Durante il ventennio fascista collaborando con il Regime in qualità di redattore di vari quotidiani.
Dopo il 25 luglio 1943, caduto Mussolini, a causa dei provvedimenti del primo governo Badoglio e dell'armistizio lungo, fu licenziato dal quotidiano La Stampa, di cui dirigeva la redazione romana, mentre il quotidiano Il Lavoro Fascista di cui era redattore sindacale, cessava le pubblicazioni insieme alle altre pubblicazione di ideologia fascista.
Aderì subito alla Repubblica Sociale Italiana; divenne uno dei giornalisti di punta e direttore del Giornale Radio-EIAR, la cui sede fu trasferita a Milano.
Il 26 gennaio 1944 divenne direttore del quotidiano Il Lavoro di Genova, dove rimase fino al 2 giugno (giorno in cui venne sostituito da Gian Gino Pellegrini); dal 5 giugno 1944 fu direttore generale dell'Agenzia Stefani, per cui lavorò sino alla fine dei suoi giorni. Nel periodo della direzione del Lavoro scrisse più di trenta articoli sulla socializzazione delle imprese, alcuni dei quali furono raccolti nel libretto La socializzazione delle imprese.
Dopo il 25 aprile 1945, dichiarando di voler fare l'ultimo quadrato intorno a Mussolini, lo seguì da Salò a Milano, poi a Como e infine a Dongo, dove venne catturato e fucilato. La salma, trasportata a Milano, fu esposta in Piazzale Loreto.

## Opere
- Riscossa artigiana, edizioni Pinciana, 1929.
- Vecchia guardia, 1934 - con prefazione di Filippo Tommaso Marinetti.
- Mistica autarchica, Unione editoriale d'Italia, Roma, 1939.